# Pietro Metastasio
Antonio Domenico Bonaventura Trapassi (Roma, 3 de janeiro de 1698 — Viena, 12 de abril de 1782), também conhecido como Pietro Trapassi e, mais comumente, como Pietro Metastasio, foi um poeta e escritor, considerado o mais respeitado e influente libretista do século XVIII.

## Biografia

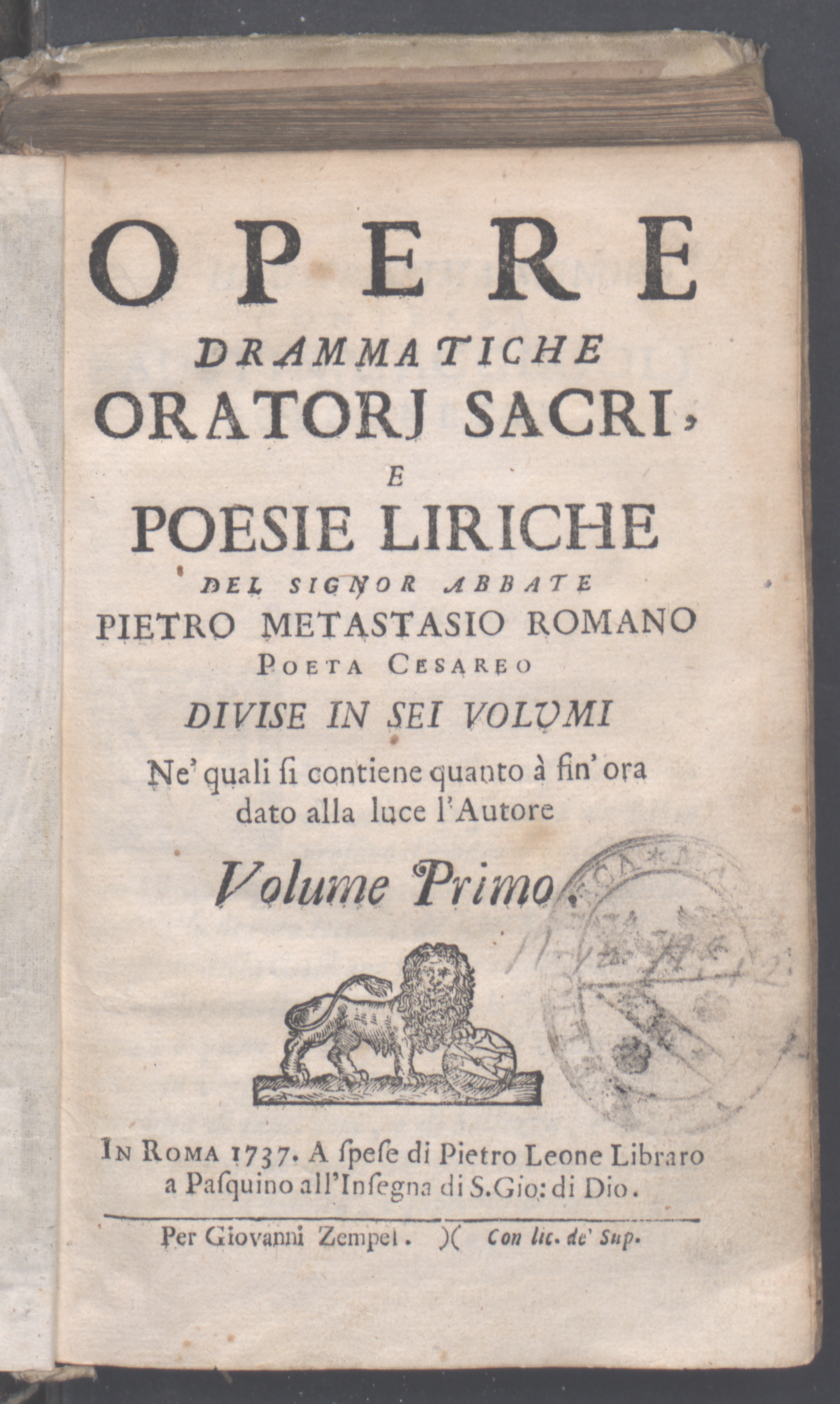
Opere, 1737

Os talentos poéticos de Metastasio foram descobertos quando ele ainda era um menino. Ele foi adotado pelo jurista e literato Giovanni Vincenzo Gravina (1664-1718), um dos fundadores da Accademia dell'Arcadia, sociedade cultural fundada em Roma em 1689.
Foi Gravina quem helenizou o nome Trapassi, trocando-o por Metastasio. O poeta publicou seus primeiros textos em 1717 e, no ano seguinte, ingressou na Accademia dell'Arcadia. Com a morte de seu patrono, Mestastasio herdou boa parte de sua fortuna e se tornou um homem de posses aos vinte anos de idade. No entanto, tendo desperdiçado essa fortuna e recebido ordens menores, o que deveria favorecer sua ascensão em Roma, Mestastasio partiu para Nápoles, exercendo a profissão de advogado. Nessa cidade, entre 1721 e 1722, ele escreveu seus primeiros libretos destinados a algumas serenatas ― isto é, óperas executadas na forma de recital com pouco ou nenhum aparato cênico. Foi em Nápoles que travou seus primeiros contatos com músicos como Porpora (1686-1768) e cantores como Farinelli (1705-1782), cuja estreia nos palcos aconteceu em uma serenata de Porpora, o primeiro texto de Metastasio a ser musicado.
Seu primeiro libreto para uma ópera completa foi Didone Abbandonata, cuja estreia ocorreu em Nápoles em 1724 com música de Domenico Sarro (1679-1744). O papel principal foi cantado pela soprano Maria Benti-Bulgarelli (1684-1734), patrona e amante do jovem libretista. O sucesso dessas obras foi tão grande que atraiu para sua casa em Nápoles compositores do nível de Hasse e Alessandro Scarlatti, além de Benedetto Marcelo (1686-1739) e Pergolesi (1710-1736).
Em 1729, depois de algum tempo novamente em Roma, Mestastasio assumiu o posto de poeta da corte imperial em Viena em substituição a Apostolo Zeno. Mas, ao contrário de seu antecessor, a carreira de Mestastasio fez com que ele sempre tivesse uma preocupação explícita e direta com o uso operístico de seus textos, relacionando-se igualmente com músicos, cantores, poetas e literatos. Ele se envolvia ainda na direção cênica das óperas que faziam uso de seus libretos.
Os textos das árias de Metastasio, compostos de duas estrofes cuidadosamente articuladas, expressavam sentimentos contrários ou complementares, forma ideal para a típica estrutura em três partes (A-B-A) da ária da capo que reinava absoluta na primeira metade do século. Também em oposição a Zeno, Metastasio tinha o cuidado de situar as árias no final das cenas, utilizando-as para reafirmar seu conteúdo dramático, apresentado no recitativo inicial.
O sucesso da obra de Mestastasio pode ser resumido em um número simples: seus textos foram representados nos palcos operísticos mais de oitocentas vezes durante o século XVIII. Virtualmente todos os músicos de renome dedicados à ópera musicaram textos dele. Sua escrita não era apenas poética, era poesia voltada para a música. Com seus textos, a ópera séria não tinha apenas sido resgatada, completando a reforma iniciada por Zeno. Ela atingia seu ápice do ponto de vista da qualidade poética de seus libretos.

## A reforma da ópera barroca
Ao fim do século XVII, a ópera barroca atravessava um período de decadência. As árias passaram a valorizar exageradamente os dotes vocais dos intérpretes, em prejuízo da evolução do enredo e do próprio sentido dramático. Nos teatros, o público costumava assistir às apresentações de pé ou em móveis trazidos pelos próprios espectadores. Estes seguiam falando, rindo, comendo durante toda a representação. O silêncio só se fazia quando uma ária mais popular, melodiosa ou cômica, tinha lugar, provocando aplausos entusiasmados quando o cantor se retirava e, por vezes, repetições insistentes que atrasavam o avanço da ação. Os recitativos, que faziam essa ação seguir adiante, passaram a ser negligenciados pelos libretistas e seu acompanhamento foi reduzido, em muitos casos, a uns poucos acordes do cravo.
O movimento de resgate e reforma da ópera foi iniciado por Apostolo Zeno (1669-1750). Zeno condenava de forma veemente o uso de enredos irrealistas e caricatos na ópera de seu tempo. Por isso defendeu o uso de textos mais dignos e com desenvolvimento verossímil. Nesse sentido, a reforma que promoveu com seus libretos visou resgatar, em parte, o espírito original da ópera como concebido quase cem anos antes em Florença. Afastando os elementos fantásticos, propôs que se observasse a unidade de tempo e espaço, dando clareza ao desenrolar do enredo. Ele também reduziu o número de personagens e de cenas e eliminou os papéis cômicos caricatos.
Metastasio levou mais adiante o esforço de restauração iniciado por Zeno, tendo escrito um total de vinte e sete libretos de óperas. Sua influência e renome no âmbito da ópera séria foi tamanho que essas composições são chamadas, muitas vezes, de óperas metastasianas.

## Livretos
Abaixo está a lista de libretos de Pietro Metastasio:

### Melodramas
- Didone abbandonata (1724)
- Siroe re di Persia (1726)
- Catone in Utica (1728)
- Ezio (1728)
- Alessandro nell'Indie (1729)
- Semiramide riconosciuta (1729)
- Artaserse (1730)
- Demetrio (1731)
- Adriano in Siria (1732)
- Issipile (1732)
- Demofoonte (1733)
- L'Olimpiade (1733)
- La clemenza di Tito (1734)
- Achille in Sciro (1736)
- Ciro riconosciuto (1736)
- Temistocle (1736)
- Zenobia (1740)
- Antigono (1743)
- Ipermestra (1744)
- Attilio Regolo (1750)
- Il re pastore (1751)
- L'eroe cinese (1752)
- La Nitteti (1756)
- Il trionfo di Clelia (1762)
- Romolo ed Ersilia (1765)

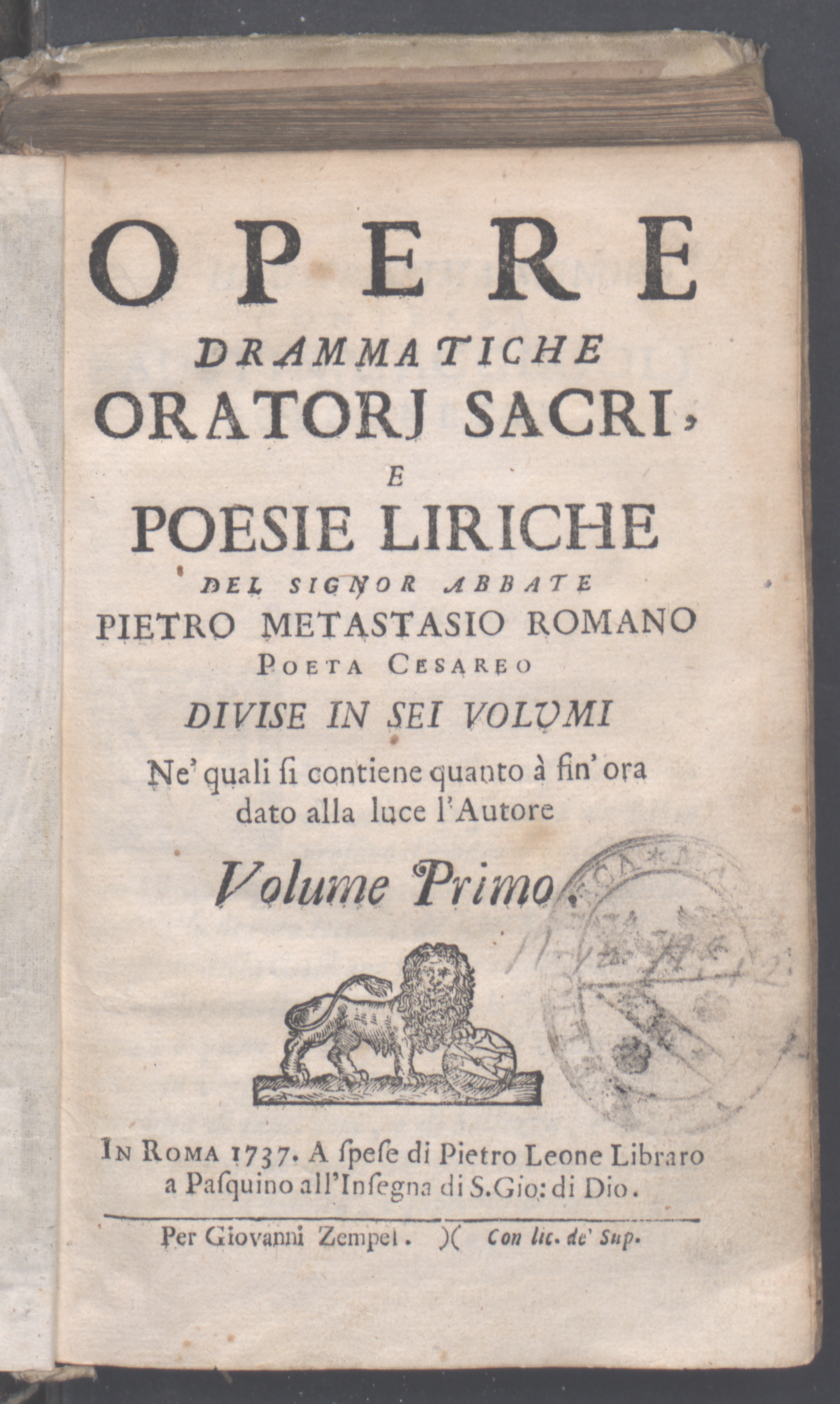
Opere drammatiche, oratorj sacri e poesie liriche, 1737

- Il Ruggiero o vero L'eroica gratitudine (1771)

### Composições
- Giustino (1712)
- Angelica (1720)
- L' Endimione (1721)
- Gli orti esperdi (1721)
- La Galatea (1722)
- L'impresario delle Canarie (1724)
- La contesa de' numi (1729)
- Il tempio dell'Eternità (1731)
- Amor prigioniero (1732)
- L'asilo d'Amore (1732)
- Il palladio conservato (1735)
- Il sogno di Scipione (1735)
- Le cinesi (1735)
- Le grazie vendicate (1735)
- Il Parnaso accusato e difeso (1738)
- La pace fra la virtù e la bellezza (1738)
- Astrea placata (1739)
- Il natale di Giove (1740)
- Il vero omaggio (1743)
- Augurio di felicità (1749)
- La rispettosa tenerezza (1750)
- L'isola disabitata (1753)
- Tributo di rispetto e d'amore (1754)
- La gara (1755)
- Il sogno (1756)
- La ritrosia disarmata (1759)
- Alcide al bivio (1760)
- L'Atenaide (Gli affetti generosi) (1762)
- Egeria (1764)
- Il Parnaso confuso (1765)
- Il trionfo d'Amore (1765)
- La corona (1765)
- La pace fra le tre dee (1765)
- Partenope (1767)
- L'ape (n.d.)

### Palestrantes
- Per la festività del Santo Natale (1727)
- La passione di Gesù Cristo (1730)
- Sant'Elena al Calvario (1731)
- La morte d'Abel (1732)
- Giuseppe riconosciuto (1733)
- La Betulia Liberata (1734) (com música de Wolfgang Amadeus Mozart em 1771)-(K 118)
- Gioas re di Giuda (1735)
- Isacco figura del Redentore (1740)

### Cantate
- Il ciclope
- La danza
- Il quadro animato
- Amor timido
- Il consiglio
- Il nido degli amor
- Il nome
- Il primo amore
- Il ritorno
- Il sogno
- Il tabacco
- Il trionfo della gloria
- Irene
- La cacciatrice
- La cioccolata
- La gelosia
- La Pesca
- La primavera
- L'Armonica
- La scusa
- La tempesta
- L'Aurora
- L'estate
- L'inciampo
- L'inverno
- Pel giorno natalizio di Francesco I
- Pel giorno natalizio di Maria Teresa
- Pel nome glorioso di Mari Teresia
- Primo omaggio del canto
- Altre cantate

### Músicas
- A Nice
- Canzonetta
- La libertà
- La partenza
- La primavera
- L'estate
- Palinodia

### Outras obras
- 9 complimenti
- 33 strofe per música
- 32 sonetti
- 4 poemi sacri
- Numerosi testi per arie